# يان ودلي
يان ودلي (بالإنجليزية: Ian Woodley)‏ هو لاعب هوكي الحقل نيوزيلندي، ولد في 20 أغسطس 1963 في Temuka ‏ في نيوزيلندا.

## وصلات خارجية
- يان ودلي على موقع أوليمبيديا (الإنجليزية)